# Passante ferroviario di Amburgo
La City-S-Bahn (letteralmente: "S-Bahn del centro cittadino") è una linea ferroviaria tedesca, compresa interamente nel territorio della città di Amburgo.
Collega le due maggiori stazioni cittadine (la stazione centrale e la stazione di Altona) con un percorso interamente sotterraneo attraverso il centro cittadino.
È percorsa esclusivamente dai treni della S-Bahn, elettrificata a terza rotaia.

## Storia
Fino agli anni settanta del XX secolo, tutto il traffico di collegamento fra le due maggiori stazioni di Amburgo era costretto a percorrere l'unica linea esistente, la Verbindungsbahn, con problemi rilevanti di congestione. Inoltre la linea non serviva adeguatamente il centro cittadino, raggiungibile solo attraverso trasbordi.
Per questi motivi si decise di costruire una nuova linea, parallela all'esistente ma sotterranea e passante più a sud: nacque così la "City-S-Bahn".
Il progetto si rivelò complesso e costoso, sia per la necessità di ridisegnare gli impianti esistenti, sia per lo scavo sotto il centro storico ad una quota inferiore al livello del mare.
I lavori iniziarono il 17 ottobre 1967, e la prima sezione (dalla stazione centrale a quella di Landungsbrücken) venne attivata il 30 maggio 1975.
Per la seconda tratta, entrata in servizio il 19 aprile 1979, fu necessario l'abbattimento della vecchia stazione di Altona, sostituita da un moderno edificio terminato nel 1978.
Per l'esercizio della nuova linea, caratterizzata da forti pendenze e curve strette, venne appositamente progettato un nuovo rotabile, l'elettrotreno serie 472.

## Percorso
| Straight track |

| Station on track |

| Unknown route-map component "ABZgl" |

| Unknown route-map component "tSTRa" |

| Unknown route-map component "tHST" |

| Unknown route-map component "tBHF" |

| Unknown route-map component "tBHF" |

| Unknown route-map component "tHST" |

| Unknown route-map component "tHST" |

| Unknown route-map component "tBHF" |

| Unknown route-map component "tSTRe" |

| Unknown route-map component "ABZgl" |

| Junction both to and from right |

| Straight track |

## Traffico
La City-S-Bahn è percorsa dalle linee S1 e S3 della S-Bahn di Amburgo, a cui si aggiunge la S2 nelle ore di punta.

### Fonti
- (DE)  Wolfgang Klee, Eisenbahnen in Hamburg, numero monografico di Eisenbahn Journal, nº 5, H. Merker Verlag, 1997. ISBN 3-89610-020-3.

### Testi di approfondimento
- (DE) Horst Weigelt, Die City-Linie der Hamburger S-Bahn, in Eisenbahntechnische Rundschau, anno 14, n. 5, 1965, ISSN 0013-2845 (WC · ACNP).
- (DE) Bock, Bau und Planung neuer S-Bahn-Strecken in der Verkehrsregion Hamburg, in Die Bundesbahn, n. 20, 1967,  p. 737, ISSN 1089-1096 (WC · ACNP).
- (DE) Petzold, Nahschnellverkehr im Hamburger Verkehrsraum – Fortschritte und Planungen, in Die Bundesbahn, n. 21-22, 1969,  p. 1041, ISSN 1089-1096 (WC · ACNP).
- (DE) Mohr, Der Verkehrswert der Hamburger City-S-Bahn im Wandel der Zeiten, in Die Bundesbahn, n. 5, 1975,  p. 301, ISSN 1089-1096 (WC · ACNP).
- (DE) Horst Weigelt, Die City-S-Bahn Hamburg – eine Herausforderung an Planung, Bau und Betrieb, in Die Bundesbahn, n. 5, 1975,  p. 305, ISSN 1089-1096 (WC · ACNP).
- (DE)  City-S-Bahn Hamburg, numero monografico di Die Bundesbahn, nº 3, Darmstadt, Hestra-Verlag, marzo 1979.